# جامع البدراوي (السراي)
جامع البدراوي أو جامع السراي هو أحد مساجد العراق التاريخية وأحد مساجد محافظة ميسان المشهورة، يقع المسجد في قضاء المجر الكبير جنوب مدينة العمارة في محلة السراي الواقعة في الجانب الشرقي من (نهر المجر) ويبلغ مساحة المسجد أكثر من 500 م2 ويحتوي الجامع على منارة مئذنة واحدة يبلغ ارتفاعها 15 متر.